# Tomba dei giganti di Seruci
La tomba dei giganti di Seruci è un sito archeologico di epoca nuragica, parte dell'omonimo complesso, situato nel comune di Gonnesa, in provincia del Sulcis Iglesiente.

## Descrizione
La tomba si trova sul colle nei pressi della citadella; è lunga quasi 11 m, larga 2.8 m e alta 1.20 m mentre l'esedra ha un'ampiezza di circa 12.5 m. Mancanti le lastre in pietra che formavano la piattabanda di copertura e assente il corredo funebre a causa di antichi sconvolgimenti e saccheggi, dagli scavi si sono recuperati pochi resti del cranio e dello scheletro degli inumati che, secondo l'archeologo Antonio Taramelli, apparterebbero all'élite che dimorava nel vicino nuraghe.